# Jaçanã
Jaçanã là một đô thị thuộc bang Rio Grande do Norte, Brasil. Đô thị này có diện tích 58 km², dân số năm 2007 là 9125 người, mật độ 157,33 người/km².